# Parodiolyra lateralis
Parodiolyra lateralis là một loài thực vật có hoa trong họ Hòa thảo. Loài này được (J.Presl ex Nees) Soderstr. & Zuloaga mô tả khoa học đầu tiên năm 1989.